# Patrouille

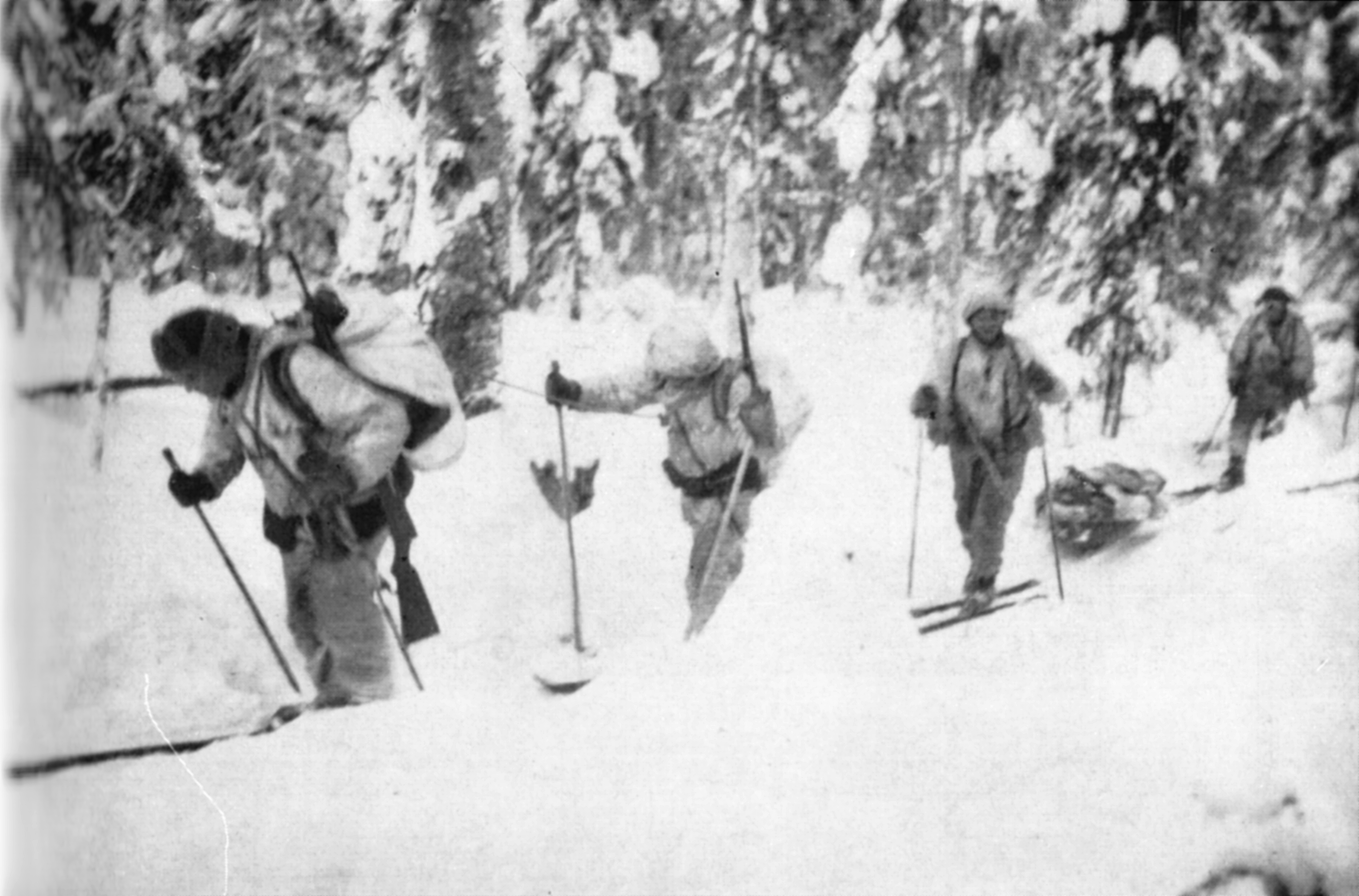
Finnische Ski-Einheit auf Erkundungspatrouille während des Fortsetzungskrieges (1941–1944)

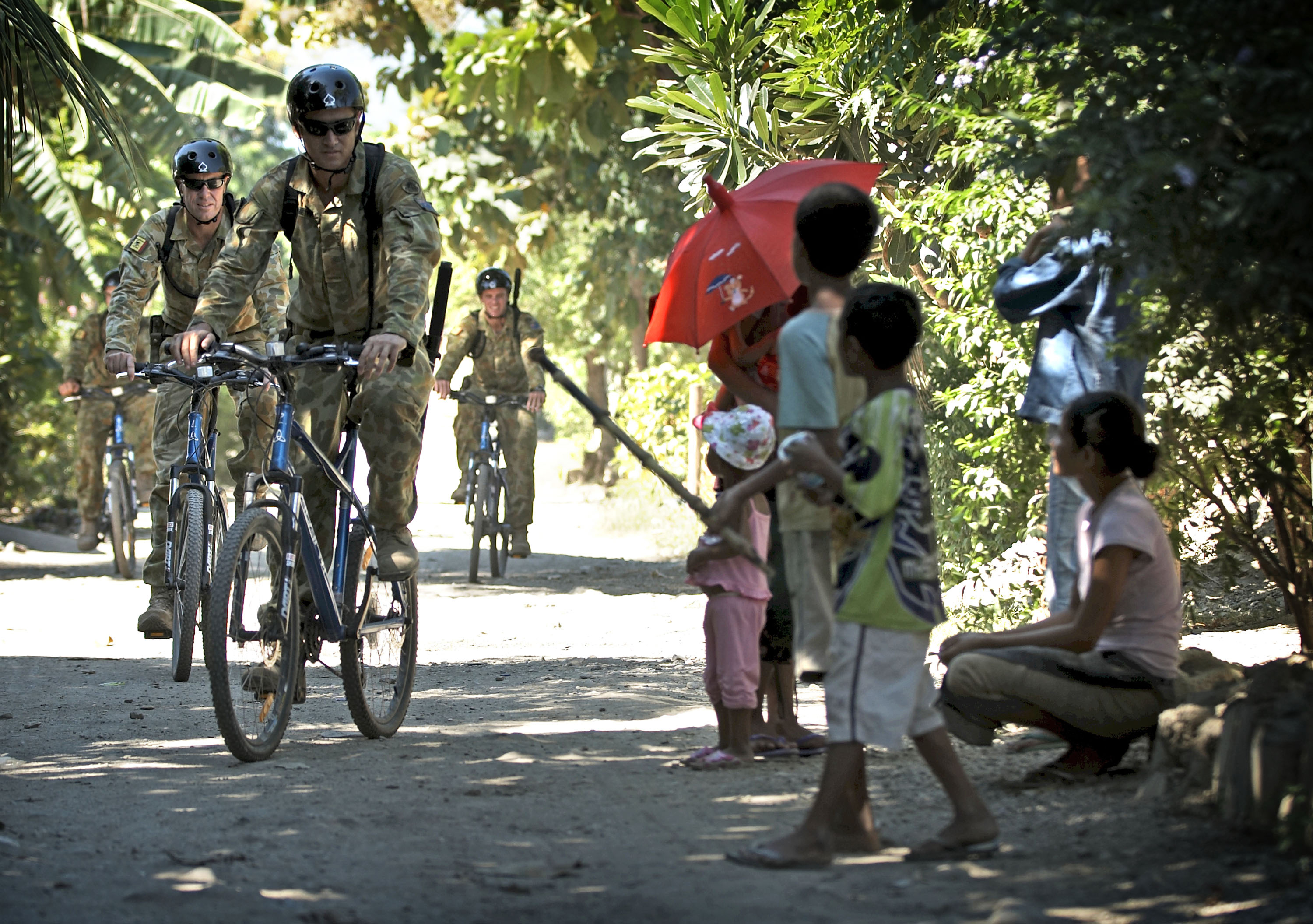
Australische ISF-Soldaten auf Patrouille mit dem Fahrrad in Dili, Osttimor (2009)

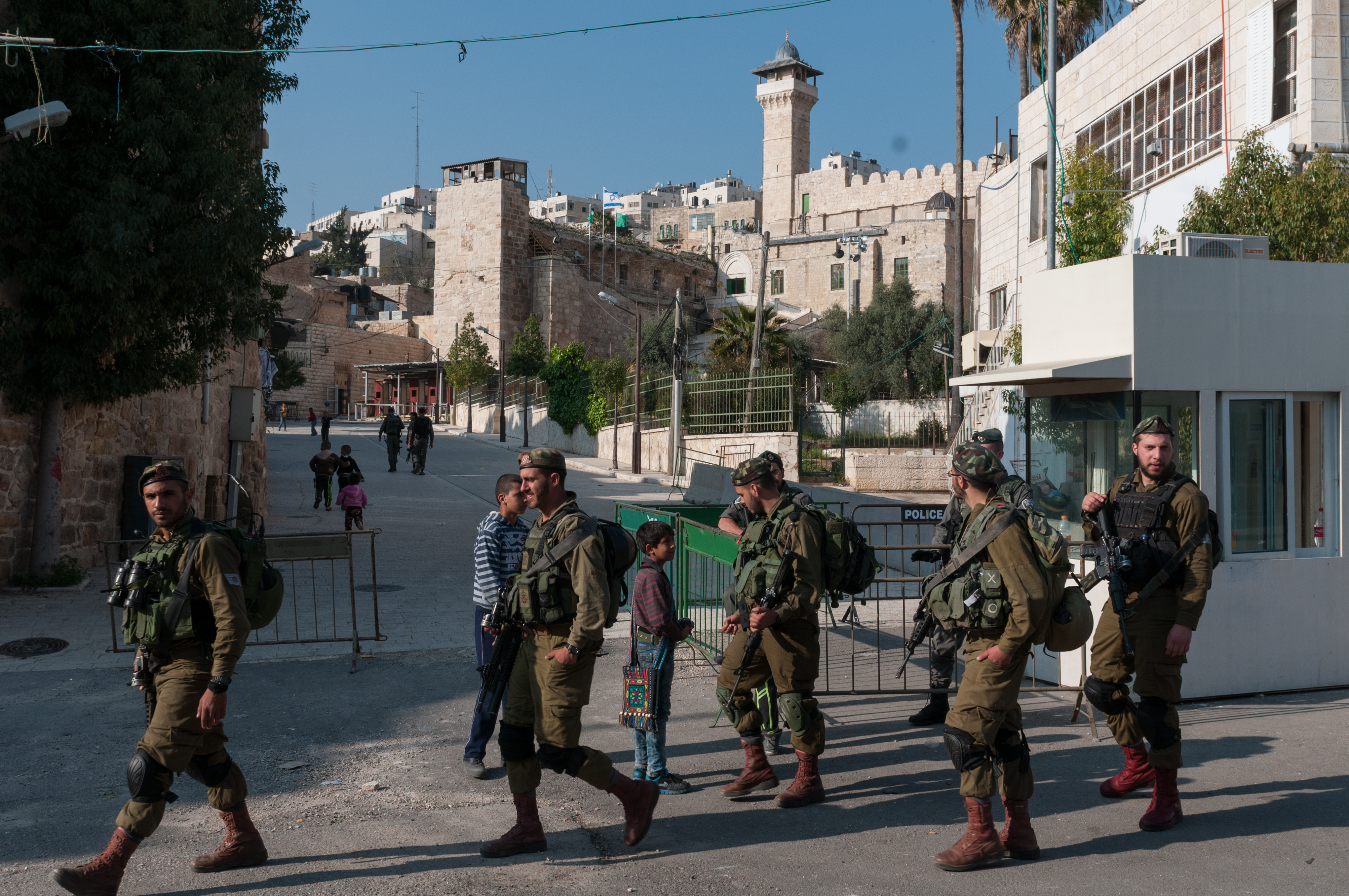
Israelische Armeepatrouille in Hebron, Westjordanland

Eine Patrouille ist eine Form des Gefechtsdienstes. Zu unterscheiden ist sie vom Spähtrupp. Die Stärke variiert von einem Trupp bis zu einem verstärkten Zug. Aufträge können sein, eine festgelegte Wegstrecke zurückzulegen, ein Objekt zu erreichen, eine Position zu besetzen oder eine Erkundung durchzuführen. Die Dauer kann, je nach Art des Einsatzes, wenige Stunden bis mehrere Tage betragen.

## Einsatzarten
Eine Aufklärungspatrouille im eigenen Operationsraum, aber auch in feinddurchsetztem Gebiet, ist abzugrenzen vom Spähtrupp oder Streifen; sie hat den Auftrag, Lageinformationen über den Gegner zu gewinnen.
Eine Kampfpatrouille, meist in Zugstärke, mit ausreichender Kampfkraft, hat den Auftrag, gegnerische Kräfte im Begegnungsgefecht, aber auch aus dem Hinterhalt heraus zu bekämpfen. Im Gegensatz zu Gefechtsarten soll das Gelände nicht gehalten werden.
Eine Erkundungspatrouille dient der Erkundung von Gelände, Wegen, Brücken und sonstigen Gelände- und Umweltgegebenheiten.
Eine Sicherungspatrouille hat den Auftrag, insbesondere eigene Versorgungsstraßen und Verbindungslinien, aber auch den Einsatzraum insbesondere in gefährdetem oder feinddurchsetztem Raum zu sichern und Feindkräfte aufzuklären, zu binden und Feindkräfte geringerer Stärke zu bekämpfen. Die Sicherungspatrouille kann Sicherungs- und Beobachtungspositionen beziehen, um eine Sicherung der unmittelbaren Umgebung durchzuführen.
Patrouillen können zum Durchkämmen eines feinddurchsetzten Geländes eingesetzt werden, um versprengte oder verdeckt operierende Gegner aufzuklären und zu bekämpfen. Das durchkämmte Gebiet kann mit Beobachtungspunkten abgedeckt werden. Diese Taktik wird insbesondere von gepanzerten Kräften in Wüstengegenden und von Bodentruppen in bebautem Gelände genutzt.